# Императорское коммерческое училище
Императорское Коммерческое училище — учебное заведение, возникшее при Московском Воспитательном доме в 1772 году, для обучения купеческих детей. С 1779 года носило имя Прокофия Демидова, по инициативе которого и было создано. В 1800 году училище было отделено от Воспитательного  и переведено в Санкт-Петербург. В 1904 году получило статус Императорского, официально прекратило своё существование в 1918 году, но де-факто продолжало работу. Во многом на его основе в 1931 году был создан Ленинградский учебный механико-технологический холодильный комбинат, будущий Университет низкотемпературных и пищевых технологий. Здание университета имеет статус объекта культурного наследия. В феврале 2019-го во время ремонтных работ произошло обрушение перекрытий, рассматривался снос. По состоянию на 2020 год в здании проходит реставрация, в помещении бывшей церкви проходят занятия, мероприятия.

## История

#### 1772—1800. Московский период (Демидовское училище)

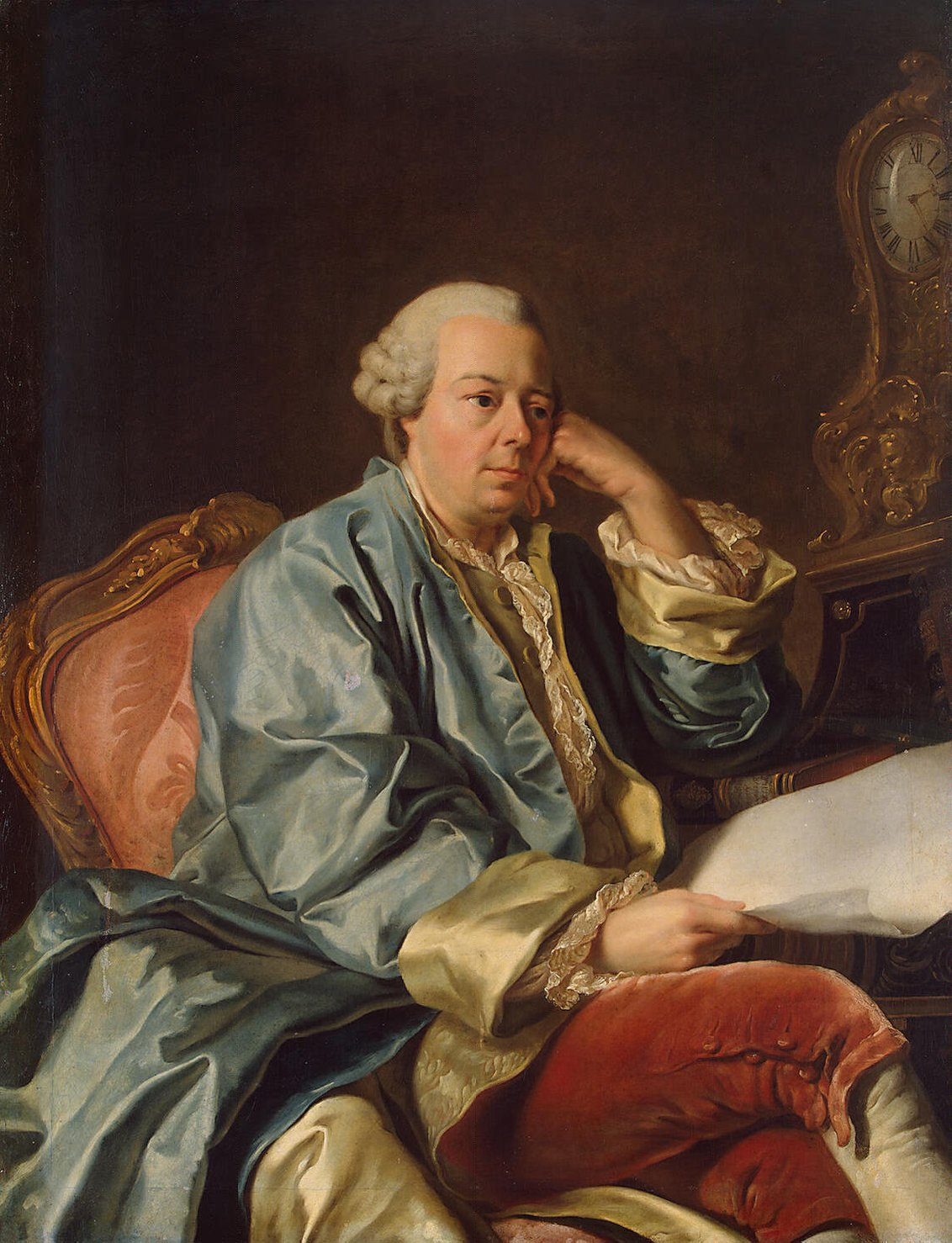
Первый директор училища Иван Бецкой в 1776—1777 годах

В 1772 году Прокофий Акинфиевич Демидов обратился к Екатерине II с предложением открыть при Воспитательном Доме в Москве «Воспитательное Училище из Купеческих детей для коммерции». На учреждение училища он пожертвовал значительную сумму в 205 тысяч рублей.
Подготовка учебного плана была поручена директору Воспитательного дома Ивану Ивановичу Бецкому. Его план стал первой воспитательной и образовательной программой и одновременно уставом училища. Главная задача нового учебного заведения заключалась в формировании личности, а получение необходимых для коммерции знаний стояло на втором месте. План был одобрен 6 декабря 1772 года.
Каждые три года принимали шестилетних мальчиков. До совершеннолетия (достижения возраста 20-21 год), они находились в стенах училища. Обучение было бесплатным. А свидетельство об окончании получали лишь прослушавшие весь курс.
В первые годы были проблемы с набором учеников, так как брали только из купеческого сословия, но купеческим семьям было невыгодно отрывать от себя детей на 15 лет, вследствие чего их обычно обучали в семейных конторах.
Для пополнения первого набора Иван Бецкой в 1773 году прислал из Петербурга 17 мальчиков, а в следующем году приехали ещё трое. Только семеро из двадцати были детьми купцов, один — сын вольноотпущенного крестьянина, остальные — из мещанского сословия. Это были в основном сироты, которые жили у дальних родственников. Этот курс окончили 15 человек.
Все воспитанники делились на пять возрастов, для каждого возраста был свой цикл предметов с разным количеством часов обучения.
- 6-9 лет — «познание веры», воспитание, чтение (в том числе и на иностранном), рисование, танцы, письмо и простой счёт.
- 9-12 лет — к обучению добавлялась арифметика, геометрия, история и география, славянский язык, по способностям — музыкальное образование (пение, игра на музыкальных инструментах).
- 12-15 лет — математика и механика, навигация или мореплавание, другие языки, красноречие, бухгалтерский счёт, основы коммерции, важные дополнительные знания — огородные и садовые растения, земледелие, «домостроительство».
- 15-18 лет — продолжали усиленно изучать коммерцию и бухгалтерию, государственное право и экономику, совершенствовали художество и мастерство.
- 18-21 — отдельно изучался Закон Божий, теоретическое обучение заканчивалось, начиналась практика — совершение первых сделок[5].

В 1779 году училище по указу Екатерины II стало называться «Демидовское Коммерческое Училище» — вплоть до дня перевода его в Петербург в 1800 году).
Приём в училище осуществлялся каждые три года по двадцать человек, таким образом за 27 лет московского периода училища состоялось 9 приёмов; из 239 поступивших, полностью окончили курс — 46 человек. В основном это были дети небогатых или разорившихся купцов, хотя среди воспитанников были двое детей чиновников (принятые в 1779 году).
Московский период был сложным. Ученикам приходилось делить площадь с детьми Воспитательного дома, служители присматривали за всеми, учителей не хватало, хотя среди них были преподаватели Московского университета: А. П. Рогов, Е. Б. Сырейщиков и др.
После смерти Екатерины II в 1796 году Павел I назначил жену Марию Фёдоровну «Главной начальницей над Воспитательным обществом благородных девиц», а 2 мая 1797 года она приняла в управление Московский и Санкт-Петербургский воспитательные дома.
В 1799 году было решено перевести Коммерческое училище в Петербург и по новому Плану в нём предполагалось иметь 55 учащихся, начиная с 10-летнего возраста. В одном из документов этого времени подводился итог существования училища в Москве:

Намерение основателя заключалось в том, чтобы сделать это заведение рассадником негоциантов, банкиров и бухгалтеров; между тем до сих пор несмотря на почти 25-летнее существование Училища, ни одни из воспитанников на самом деле не посвятил себя коммерческим занятиям, и лишь не более десятка из них сделались бухгалтерами.
— Императорское Московское Коммерческое Училище на Остоженке // История Московского Купеческого Общества. — М., 1914. — Т. 4. — С. 18.
Последний московский выпуск состоялся в 1799 году, выпускники получили свидетельства, более успешные — медали. Каждый воспитанник получал 100 рублей «на обзаведение» — эти деньги до 1828 года выделялись из личных средств императрицы Марии Фёдоровны (такой порядок сохранялся до её смерти). 28 сентября 1800 году училище в составе 51 воспитанника, двух учителей французского языка инспекторского помощника Подшивалова и 4 надзирателей было отправлено в Петербург.

#### 1800—1917. Петербургский период
Въ совѣтъ С.-Петербургскаго Коммерческаго Училища.
Такого-то (званіе и фалилія).
ПРОШЕНIE.
Желая опредѣлить сына или родственника моего (имя и фамилія) въ число штатныхъ поспитанниковъ С.-Петербургскаго Коммерческаго Училища, прошу допустить его къ конкуррентному экзамену и, если онъ его выдержитъ для поступленія въ заведеніу, къ баллотированію. При чемъ представляю слѣдующіу о немъ документы: (документы указаны в ## 32 и 33 устава). Подпись: званіе, имя и фамилія.

Число, мѣсяцъ и годъ. Мѣсто жительства.
После переезда в Петербург училище расположилось в Итальянском дворце на Фонтанке, а в 1801 году — в двухэтажном здании на углу Загородного проспекта и Чернышёва переулка.
Совет Коммерческого училища назначался императрицей, звание было почётным, но обременительным: члены совета занимались не только внутренней организацией училища, но вкладывали свои средства в ремонт здания и содержание учеников, покупали книги. Оставить должность они могли только с разрешения императрицы.
Директором после переезда был назначен Василий Сергеевич Подшивалов. Он же оставил первые записи об училище.
В соответствии с новым уставом от 1799 года был исключён младший возраст и учёба начиналась с десятилетнего возраста; также было добавлено требование предоставления свидетельства, что дети рождены «от вольных родителей».
С 1810 года директор — Карл Карлович Руссау. Не имевший высшего образования и педагогического опыта, Руссау был уволен из Гвардейского Преображенского полка в чине майора. Его деятельность на посту директора была весьма успешной.
С 1818 по 1827 директор — Пётр Дмитриевич Лодий, юрист, философ. Имел опыт директорства в университетах Львова и Кракова. Обер-директором училища с марта 1817 года был А. У. Болотников.
На новом месте изменились и правила набора в училище: на бесплатной основе теперь обучались 60 мальчиков (вместо 100), остальные — за свой счёт, а обучение длилось 6 лет. Из 61 воспитанников, переведённых из Москвы, успешно окончили обучение 58 человек.
Обременительными были условия поступления в училище: от выпускников требовалось пожизненно заниматься коммерцией — такова была плата за бесплатное образование. Родители давали расписку, что их дети закрепляются в купеческом сословии пожизненно, независимо от того, какое они занимали ранее. В 1811 году Совет училища обратился к императору Александру I с просьбой разрешить выпускникам определять самостоятельно свой жизненный путь, но только в 1822 году была отменена пожизненная обязанность и был установлен десятилетний срок «обязятельному занятию любого вида коммерции».
Учебное заведение сохраняло тесные взаимоотношения с Воспитательным домом, обеспечивало пансион студентов, хотя многие родители не хотели надолго терять из виду своих детей. Сохранялись сословные предрассудки: являясь наполовину благотворительным, училище не могло обеспечить социальных гарантий для своих выпускников. Но его особенностью была подготовка для России людей с европейскими взглядами. Училище финансово поддерживали крупные российские предприниматели, которые таким образом обеспечивали себе служащих.

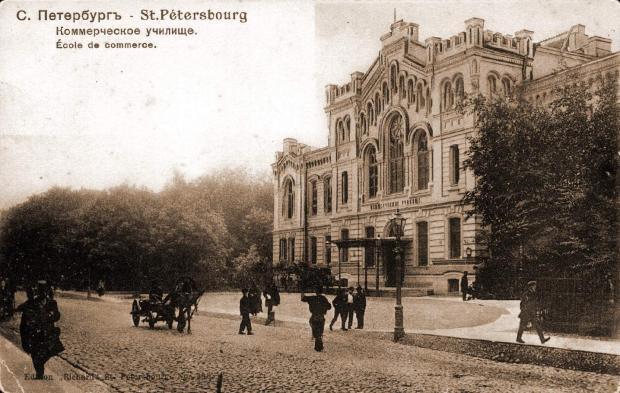
Дореволюционная фотография здания Императорского коммерческого училища на улице Ломоносова.

В 1834 году число учеников достигло 200 человек, увеличился штат учителей, и Совет обратился к императору Николаю I, чтобы он позволил построить по Чернышёву переулку новое трёхэтажное здание под один фасад со старым корпусом. К 1838 году здание было достроено.
Руководство училища, долгое время находившегося под императорским попечительством, неизменно возражало против перехода в ведение Министерства народного просвещения, Министерства торговли и промышленности или Министерства финансов (которое со второй половины XIX века стало активно готовить служащих для своих учреждений, открывая коммерческие учебные заведения не только в столицах, но и в провинции). В результате ни одно из министерств не смогло доказать необходимость реструктуризации училища.
Перед училищем, находящемся под покровительством правительства и работающим в основном на его дотации, стояла задача подготовить крупных коммерческих деятелей во благо России. Тем не менее, ученики, получавшие образование европейского уровня, могли претендовать лишь на рядовые должности в коммерции, например, приказчиков и управляющих. Для начала собственного дела требовался солидный стартовый капитал, которого зачастую у выпускников не было. Самый лучший выпуск из училища был в 1820—1850-х годах, когда выпускники занимали должности служащих акционерных обществ, банков, проявляли себя в общественной и биржевой деятельности.
В 1841 году была ликвидирована должность директора и введена должность попечителя. Первым попечителем (только на год) стал принц П. Г. Ольденбургский. А покровительство оставалось у императрицы Александры Фёдоровны, жены Николая I.
С этого же 1841 года изменился Устав и длительность обучения. Курс составлял 7 лет, а общее число предметов было сокращено с 22-29 (в разных возрастах) до 16.
В это время Россия особенно нуждалась в механиках и инженерах, что отразилось на программе обучения. С января 1843 года в старших классах началось преподавание химии, механики, «черчения машин». Было введено обязательное прохождение практики не только в купеческих конторах, но и на мануфактурах Санкт-Петербурга.

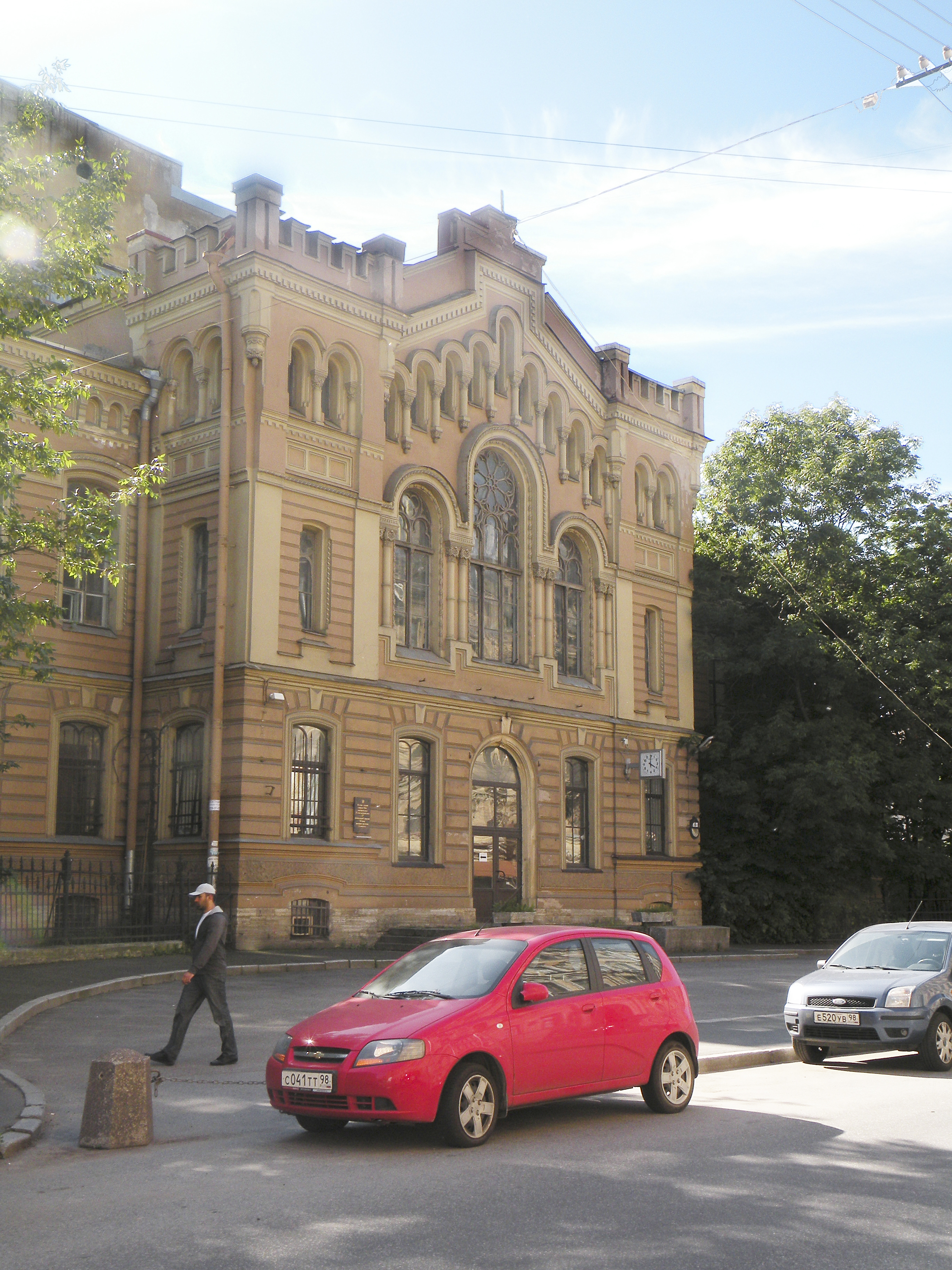
Здание сегодня.

После двухлетнего директорства Тибо-Бриньоля (1860—1862), новым директором стал М. М. Богоявленский (исправлял должность с 1862 года, утверждён в 1864 году). При нём была отменена обязательная десятилетняя повинность заниматься коммерцией по окончании обучения. Потребовалось очередное расширение площадей. В 1866 году был объявлен конкурс проектов нового здания училища. Здание в романском стиле по проекту архитектора Михаила Макарова начали возводить в 1869 и завершили в 1871 году. Снова изменились правила приёма и обучения: принимались мальчики 9-10 лет, обучение длилось 8 лет. Во всех классах годовой курс начинался во второй половине августа. Новая программа обучения расширяла знания в области техники и технологии. Например, задачей курса теперь было ознакомить учеников с происхождением товара, изучить его химические и физические свойства, насколько товар доброкачественный. Значительная часть времени курса «Товароведение» отводилась технологиям производства, хранения пищевых продуктов. Впоследствии эти курсы сыграли важную роль в становлении университета низкотемпературных и пищевых технологий.
14 декабря 1904 года Санкт-Петербургское Коммерческое училище получило наименование Императорского.
С 1906 до Октябрьской революции директором был Владимир Александрович Вагнер.
В 1906—1910-х годах уменьшилось число воспитанников, увеличилось количество воспитателей, к Гражданской войне в училище возросла численность выходцев из крестьян. Война многое изменила, не только бюджет, например, к январю 1917-го в списках учащихся Коммерческого училища отсутствуют уроженцы наиболее военизированной области государства — Область Войска Донского.
В феврале 1917 Николай II отрёкся от престола. В. И. Ленин, который видел школу орудием разрушения господства буржуазии и полного уничтожения деления общества на классы, и многие другие активные деятели культуры и педагогики 20-30-х годов XX века, как А. В. Луначарский, определили партийно-государственную установку в сфере просвещения, где не нашлось места специальному коммерческому образованию. Количество коммерческих заведений, включая училища, торговые школы, классы и курсы, к концу 1917-го достигло 370, но Коммерческое училище не прерывало учебный процесс.
До июня 1918 училище находилось в ведомстве Комиссариата социальной помощи Петроградской Трудовой Коммуны. 14 июня было передано в Комиссариат Народного Образования Северной Трудовой Коммуны. Считалось, что в этот год училище прекратило существование, но в Центральном историческом архиве Санкт-Петербурга были обнаружены упоминания о приёмах в училище в 1919, 1920 и 1924 годах.
В начале 20-х годов в здании Коммерческого училища размещалась вечерняя школа. А в 1931 году Совет Народных Комиссаров СССР в здании бывшего Коммерческого училища открыл Ленинградский учебный механико-технологический холодильный комбинат, ставший Университетом низкотемпературных и пищевых технологий, который просуществовал 80 лет и в 2011 был присоединён к Университету ИТМО. Место для комбината было выбрано из тех соображений, что в дореволюционной России готовили специалистов по холодильной технике лишь в ряде высших и средних учебных заведений, среди которых было и Коммерческое училище.